# Metadasynemella macrophalla
Metadasynemella macrophalla är en rundmaskart som beskrevs av De Coninck 1942. Metadasynemella macrophalla ingår i släktet Metadasynemella och familjen Ceramonematidae. Inga underarter finns listade i Catalogue of Life.